# Loten Namling

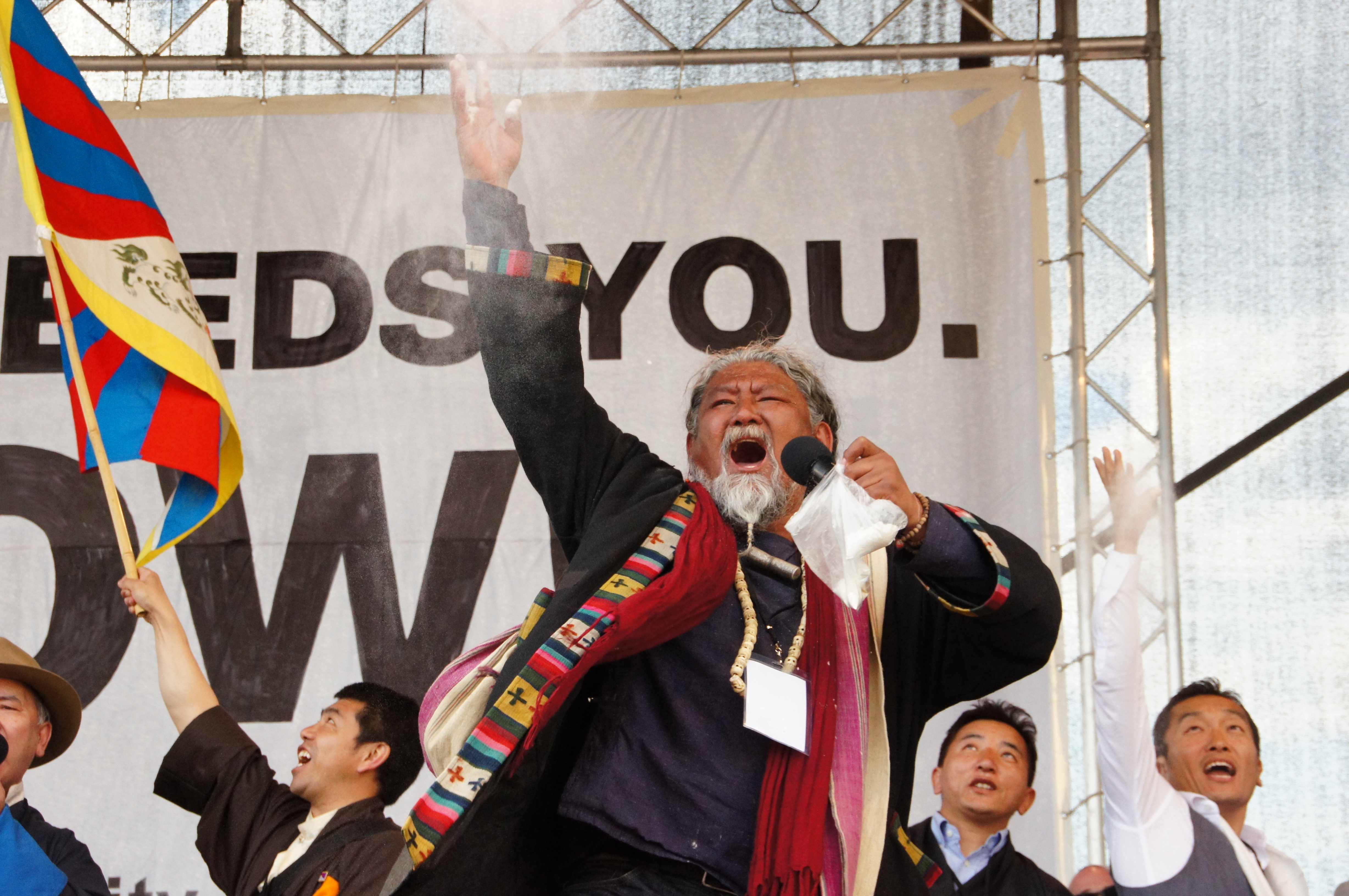
Loten Namling leitet eine tibetische Glückwunschzeremonie; Wien 2012.

Loten Namling (tibetisch བློ་བརྟན་རྣམ་གླིང་། Wylie blo brtan rnam gling; * 1963 in Dharamsala) ist ein bekannter Exiltibeter und Musiker.
Seit 1989 in der Schweiz lebend, tritt er weltweit auf – mit Gesängen Milarepas und eigenen Stücken, die sich zwischen Volksliedern seiner Heimat und Blues bewegen, wobei er Tradition und Moderne verbindet. Loten Namling spielt die tibetische Langhalslaute Dran-nye. Daneben nutzt er unter anderem das traditionelle Schneckenhorn und Klangschalen, er erzählt Geschichten aus seinem Leben und engagiert sich für die Free-Tibet-Bewegung und für Save Tibet.
Am 27. Januar 2009 protestierte Loten Namling in Bern anlässlich des Weltwirtschaftsforums in Davos gegen den Besuch des chinesischen Premierministers Wen Jiabaos und wurde vorübergehend festgenommen.
Am 16. Mai 2012 begann der Aktivist einen Fußmarsch von Bern nach Genf (mit Unterbrechungen), um die Öffentlichkeit sowie die UN und die schweizerische Regierung auf das Unrecht in Tibet und den langsamen Genozid aufmerksam zu machen, mit Passanten zu reden, gelegentlich aufzutreten und zuletzt vor dem UN-Gebäude auf der Place des Nations an einem größeren Konzert teilzunehmen. Loten bezeichnete dies als Journey To Freedom – One Man, One Path, Free Tibet. Er vollzog alle 35 Minuten Niederwerfungen, eine Praxis buddhistischer Pilger. Mit diesem „Marsch“ hat Namling an die zu diesem Zeitpunkt 35 Tibeter erinnert, die sich binnen des letzten Jahres aus Verzweiflung selbst verbrannt haben.
Der Künstler führte einen schwarzen Sarg mit sich, der die Aufschrift „Tibet“ trug und seine Laute, Kleidung, Verpflegung und ein Zelt enthielt.
Das Freiluftkonzert, mitorganisiert von Franz Treichler, Sänger der Schweizer Band The Young Gods, fand kurz nach Namlings Ankunft am 8. Juli 2012 statt.
In dem Filmdrama Shambhala von Min Bahadur Bham, das im Februar 2024 bei den Internationalen Filmfestspielen Berlin seine Premiere feierte, spielt Namling einen Rinpoche.

## Diskografie
- Songs of Tibet (1999)
- White Crane (2001)